# Harti Weirather
Hartmann „Harti“ Weirather (* 24. Jänner 1958 in Reutte) ist ein ehemaliger österreichischer Skirennläufer. Der Abfahrtsspezialist gewann zu Beginn der 1980er-Jahre sechs Rennen im Weltcup und 1981 den Abfahrtsweltcup. 1982 wurde er in Schladming Weltmeister in der Abfahrt. Nach dem Ende seiner Karriere gründete er gemeinsam mit seiner Frau Hanni Wenzel eine Sportmarketingagentur.

## Karriere
Weirather begann bereits im Alter von drei Jahren mit dem Skilauf, als Zehnjähriger fuhr er seine ersten Schülerrennen. Er besuchte das Skigymnasium in Stams und gewann 1977 die Europacupabfahrt in Morzine. Im Weltcup war er ab der Saison 1978/79 am Start. Bestes Resultat im ersten Weltcupwinter war der elfte Platz in der Abfahrt von Lake Placid. 1979 gewann er seinen ersten von drei österreichischen Meistertiteln.
In der Saison 1979/80 konnte sich Weirather fünfmal unter den besten fünf platzieren und erreichte in den Abfahrten von Kitzbühel und Lake Louise den zweiten Platz. Damit wurde er Vierter im Abfahrtsweltcup. Bei den Olympischen Winterspielen in Lake Placid belegte er den neunten Platz. Den ersten Sieg seiner Karriere feierte Weirather am 15. Dezember 1980 in der zweiten Abfahrt von Gröden, ein weiteres Mal stand er im Jänner in St. Anton ganz oben auf dem Podest. Mit dem dritten Sieg im letzten Saisonrennen in Aspen sicherte er sich den Gewinn des Abfahrtsweltcups vor dem Kanadier Steve Podborski, der ebenfalls drei Saisonsiege aufweisen konnte.
Im Jänner 1982 gewann Weirather die Abfahrten in Kitzbühel und in Wengen. Seinen größten Erfolg feierte er kurz darauf bei den Weltmeisterschaften in Schladming. Weirather gewann die Abfahrt auf der Planai mit fast einer halben Sekunde Vorsprung auf den Schweizer Conradin Cathomen und wurde der einzige österreichische Weltmeister bei dieser WM. Im Abfahrtsweltcup kam er in der Saison 1981/82 auf den dritten Rang.
Zum Auftakt der Saison 1982/83 gewann Weirather die Abfahrt von Pontresina, kam danach aber nur noch einmal unter die besten drei. Trotzdem konnte er seinen dritten Rang im Abfahrtsweltcup ganz knapp verteidigen. Die Saison 1983/84 begann Weirather mit zwei Podestplätzen in Schladming und Val-d’Isère, erreichte anschließend aber keine Spitzenresultate mehr und qualifizierte sich nicht für die Olympischen Spiele in Sarajevo.
In den ersten beiden Monaten der Saison 1984/85 fuhr Weirather zwar nur einmal unter die besten zehn, als Titelverteidiger war er aber bei den Weltmeisterschaften 1985 in Bormio am Start. Auf der Pista Stelvio belegte er jedoch nur den 17. Platz. Im März gelang ihm mit Platz fünf in Panorama sein bestes Saisonresultat. In der Saison 1985/86 platzierte sich Weirather nur noch dreimal in den Punkterängen, sein bestes Resultat war der elfte Rang in Schladming. Gegen Saisonende erlitt er bei einem Sturz im Abfahrtstraining in Aspen einen Kreuzbandriss und einen Meniskusschaden im Knie. Im nächsten Winter litt Weirather unter ständigen Rückenproblemen und schließlich gab er im Jänner 1987 seinen Rücktritt bekannt.
Harti Weirather ist seit 1986 mit der früheren Skirennläuferin Hanni Wenzel verheiratet, mit der er in Ruggell (Liechtenstein) die 1987 gegründete Sportmarketing-Agentur WWP (Weirather, Wenzel & Partner) betreibt. Daneben tritt Weirather auch als Investor und Aufsichtsrat bei diversen Unternehmen auf. Am 9. Oktober 2009 wurde er von Ernst & Young zum „Entrepreneur of the Year 2009“ in Liechtenstein gewählt. Die gemeinsame Tochter von Weirather und Wenzel, Tina Weirather, war ebenfalls Skirennläuferin und startete für Liechtenstein.

## Erfolge

### Olympische Winterspiele
- Lake Placid 1980: 9. Abfahrt

### Weltmeisterschaften
- Lake Placid 1980 : 9. Abfahrt
- Schladming 1982: 1. Abfahrt
- Bormio 1985: 17. Abfahrt

### Weltcupwertungen
Harti Weirather gewann einmal die Disziplinenwertung in der Abfahrt.
| Saison  | Gesamt | Gesamt | Abfahrt | Abfahrt | Riesenslalom | Riesenslalom | Kombination | Kombination |
| Saison  | Platz  | Punkte | Platz   | Punkte  | Platz        | Punkte       | Platz       | Punkte      |
| ------- | ------ | ------ | ------- | ------- | ------------ | ------------ | ----------- | ----------- |
| 1978/79 | 53.    | 21     | 20.     | 21      | –            | –            | –           | –           |
| 1979/80 | 15.    | 64     | 4.      | 75      | –            | –            | –           | –           |
| 1980/81 | 8.     | 115    | 1.      | 115     | –            | –            | –           | –           |
| 1981/82 | 10.    | 97     | 3.      | 97      | –            | –            | –           | –           |
| 1982/83 | 13.    | 102    | 3.      | 74      | 24.          | 16           | 15.         | 12          |
| 1983/84 | 27.    | 58     | 11.     | 58      | –            | –            | –           | –           |
| 1984/85 | 54.    | 21     | 17.     | 21      | –            | –            | –           | –           |
| 1985/86 | 83.    | 10     | 33.     | 10      | –            | –            | –           | –           |

### Weltcupsiege
Weirather gewann sechs Abfahrten, wurde siebenmal Zweiter, viermal Dritter und fuhr weitere 24-mal unter die besten zehn.
| Datum             | Ort                  | Land       | Disziplin |
| ----------------- | -------------------- | ---------- | --------- |
| 15. Dezember 1980 | Gröden               | Italien    | Abfahrt   |
| 31. Jänner 1981   | St. Anton am Arlberg | Österreich | Abfahrt   |
| 6. März 1981      | Aspen                | USA        | Abfahrt   |
| 15. Jänner 1982   | Kitzbühel            | Österreich | Abfahrt   |
| 23. Jänner 1982   | Wengen               | Schweiz    | Abfahrt   |
| 5. Dezember 1982  | Pontresina           | Schweiz    | Abfahrt   |

### Europacup
- Saison 1976/77: 5. Abfahrtswertung
- Saison 1978/79: 5. Abfahrtswertung
- Ein Sieg (Abfahrt in Morzine 1977), ein dritter Platz

### Österreichische Meisterschaften
- Österreichischer Meister in der Abfahrt 1979, 1982 und 1983

## Auszeichnungen (Auszug)
- 1999: Goldenes Ehrenzeichen für Verdienste um die Republik Österreich[4]